# El Fener (Hortoneda)
El Fener és un paratge del terme municipal de Conca de Dalt, a l'antic terme d'Hortoneda de la Conca, al Pallars Jussà, en territori del poble d'Hortoneda.
Es troba al nord d'Hortoneda, al costat de ponent de la Roca Roia i al de migdia de l'Obaga de Montgai. També és a prop, al sud-est, dels Colladons i al nord de les Escomelles.